# Кузьминський Олександр Олександрович
Олександр Олександрович Кузьминський (12 квітня 1972, Київ, Українська РСР, СРСР) — український і канадський хокеїст, центральний нападник.

## Спортивна кар'єра
Вихованець київського «Сокола». В основному складі виступав з сезону 1988/89. У вищій лізі чемпіонату СРСР провів 99 матчів (5+6). Паралельно молодий гравець грав за фарм-клуб — ШВСМ.
У складі юнацької збірної СРСР виступав на чемпіонаті Європи 1990 року. За молодіжну збірну СНД грав на світовій першості 1992 року.
На драфті Національної хокейної ліги 1991 року був обраний під 120-м номером клубом «Торонто Мейпл Лівз». Через рік переїхав до Північної Америки, де грав за команди Колоніальної хокейної ліги: «Brantford Smoke», «St. Thomas Wildcats» і «London Wildcats». У сезоні 1993/94 провів одну гру за клуб «Рочестер Американс» з Американської хокейної ліги.
З 1996 року виступав за команди Данії, Фінляндії, Словаччини, Німеччини, Швеції і Франції. В останньому сезоні захищав кольори «Saint-Hyacinthe Chiefs» з Північноамериканської хокейної ліги Квебека (2004/05).

## Особисте життя
Брат — Андрій Олександрович Кузьминський (07.12.1975) — відомий український хокейний рефері, в минулову хокеїст, гравець юніорської збірної України.

## Досягнення
- Чемпіон світу серед молоді: 1992
- Віце-чемпіон Європи серед юніорів: 1990
- Чемпіон Німеччини: 2002